# Frances Schoenberger
Frances Schoenberger (bürgerlich Gertraud Franziska Schönberger, * 23. September 1945 in Gangkofen, Niederbayern) ist eine deutsche Filmjournalistin, die in Hollywood lebt und arbeitet.

## Leben
Schoenberger ist eine uneheliche Tochter einer Gastwirtin aus dem niederbayerischen Dorf Kollbach bei Gangkofen. Nach dem Abschluss der Handelsschule in Landshut arbeitete sie als Au-pair-Mädchen in Dublin und als Zimmermädchen im Hilton-Hotel in London, um ihr Englisch zu verbessern. Nach ihrer Rückkehr nach Deutschland wurde sie als Assistentin vom Kindler und Schiermeyer Verlag für den Star-Journalisten Will Tremper unter Vertrag genommen, von dem sie das Journalisten-Handwerk erlernte. Tremper wurde zu ihrem Mentor und vermittelte sie erst als Assistentin ins Auslandsbüro in London, danach als Privat-Sekretärin für Hildegard Knef, während sie an ihrer Biographie arbeitete. 1969 siedelte Schoenberger in die Vereinigten Staaten über, wo sie im August desselben Jahres das Woodstock-Festival aus erster Hand erlebte. In den 1970er Jahren berichtete sie von Los Angeles aus für die Jugendzeitschrift Bravo über Stars und Filme in Hollywood. Schoenberger eröffnete das Westküsten-Büro für den Burda-Verlag und vertrat elf Zeitschriften. Anschließend entwickelte sie TV-Specials für das ZDF, u. a. von 1982 bis 1985 die Reihe exclusiv mit den Dallas-Stars Larry Hagman und Linda Gray, den Denver-Clan-Darstellern Joan Collins und Linda Evans sowie Porträts über Anthony Quinn, Paloma Picasso und einige mehr. Ferner erschienen ihre Reportagen in den Zeitschriften Vogue, Harpers Bazaar, Hörzu und Ambiente und sie arbeitete jahrelang als Hollywood-Korrespondentin für den Stern. Zur gleichen Zeit vermittelte sie Hollywood-Stars an deutsche Film- und Fernseh-Produktionen und wurde Repräsentantin der Export-Union des deutschen Films, Auslandsbeauftragte der Filmförderanstalt FFA und Mitglied der Hollywood Foreign Press Association, die über die Vergabe der Golden Globe Awards bestimmt. Sie interviewte zahlreiche Prominente, darunter Clint Eastwood, David Bowie, Billy Wilder, Walter Matthau, Johnny Depp, Neil Diamond, Brad Pitt und Arnold Schwarzenegger. Letzterer ist Patenonkel von Schoenbergers Tochter Daisy, die aus ihrer Ehe mit dem Fotografen Michael Montfort (1940–2008) stammt. 1975 führte sie ein Interview mit John Lennon, das jedoch erst im Oktober 1988 in der Zeitschrift Spin veröffentlicht wurde. Auch vom inhaftierten Mörder Charles Manson bekam sie ein Exklusivinterview. 2005 erschien ihre Autobiographie Barfuß in Hollywood, in dem sie Einblicke in die Filmmetropole gibt und über ihre Bekanntschaften mit Filmstars berichtet.